# Kino 1 Maj w Warszawie
Kino 1 Maj – nieistniejące obecnie warszawskie kino, które znajdowało się przy ulicy Podskarbińskiej 4. 

## Opis
Zostało otwarte 1 maja 1949 roku. Było to jedno z czterech pierwszych kin powstałych w Warszawie po II wojnie światowej (pozostałe to: W-Z, Stolica i Ochota). Zaprojektował je Mieczysław Piprek, który nadał im formę wolnostojących parterowych pawilonów. Różniły się między sobą bardziej lub mniej urozmaiconą bryłą (dwa z nich miały falujące dachy). Kino 1 Maj charakteryzowało się rzędem filarów od frontu.
W latach 1995−2002 znajdowało się tam studio oraz siedziba stacji telewizyjnej Polonia 1, następnie budynek został zaadaptowany na supermarket sieci MarcPol a od 2017 roku znajduje się tam sklep sieci Biedronka.